# Armeria pubinervis
Armeria pubinervis är en triftväxtart som beskrevs av Pierre Edmond Boissier. Armeria pubinervis ingår i släktet triftar, och familjen triftväxter. Utöver nominatformen finns också underarten A. p. orissonensis.